# Ted Berry
Theodore 'Ted' Berry (ur. 4 czerwca 1972 w Richmond) – amerykański koszykarz występujący na pozycji rozgrywającego.

## Osiągnięcia
NCAA
- Zaliczony do[1]:
  - I składu:
    - konferencji Capital Athletic (CAC – 1994)
    - turnieju konferencji CAC (1993, 1994)
    - All-Region (1994)

  - II składu:
    - NCAA All-American Dywizji III (1994)
    - konferencji CAC (1993)

Drużynowe
- Mistrz Wielkiej Brytanii (2003)

Indywidualne
- MVP meczu gwiazd ligi brytyjskiej (1999)[2]
- 5-krotny uczestnik meczu gwiazd ligi brytyjskiej (1998–2002)
- Klub Scottish Rocks zastrzegł należący do niego numer 5[3]